# Francisco Chaperón
Francisco María Pablo Chaperón Labarca (Borja, 13 de diciembre de 1765-La Coruña, 20 de enero de 1839) fue un militar español de tendencia absolutista que alcanzó el grado de mariscal de campo tras participar activamente en la Guerra de la Independencia española.

## Trayectoria militar
Preso en Mataró durante buena parte del Trienio Liberal, dirigió la Superintendencia de vigilancia pública tras la vuelta al absolutismo en 1823 (década ominosa). De julio de 1824 a agosto de 1825 presidió la Comisión Militar de Madrid (según el Kalendario manual, era Mariscal de Campo con antigüedad desde 1825), destacándose por su actividad represiva.
Pío Baroja, en Juan Van Halen: el oficial aventurero (pg. 66) dice de él que iba a las ejecuciones con uniforme y lleno de condecoraciones, y hasta tiraba de los pies a los ahorcados, información que podría haber tomado de la anónima Historia de la vida y reinado de Fernando VII de España, donde tal rasgo de crueldad se cuenta de la ejecución de Juan Federico Menage, a quien se había acusado de intentar envenenar las aguas de la Fuente del Berro destinadas al consumo de la familia real, por lo que antes de subir al patíbulo se le había amputado la mano derecha que tuvo colgando del cuello mientras duró la ejecución. Chaperón también aparece como personaje en El terror de 1824 (1877) y Un voluntario realista (1878), dos de los Episodios Nacionales de Benito Pérez Galdós. Es también mencionado en La araña negra (1893), de Vicente Blasco Ibáñez: " —Ahora, hermano Antonio, toma notas, y a ver si cuando	vuelvan	están ya extendidas	dos	comunicaciones	dirigidas al brigadier Chaperón, como presidente de	la comisión	militar	ejecutiva encargada	del	exterminio de revolucionarios y conspiradores". Y "el brigadier Chaperón, presidente de la Comisión militar permanente de Madrid, el mes pasado ahorcó siete liberales en la plaza de la Cebada, en el presente piensa que lleguen a una docena, además de que tiene en lista unos doscientos individuos parientes hasta de sexto grado y amigos de vista de los emigrados revolucionarios, los cuales a la mayor brevedad serán enviados a los presidios de África. —Chaperón es un partidario tan decidido de la causa de Dios y del rey, que el Gobierno debía citarlo como modelo digno de imitación a esas comisiones de las provincias que sólo envían cada vez un liberal a la horca. ¡Lástima que tan perfecto campeón de la Fe sea un poco imbécil y no se le pueda confiar otro trabajo que el exterminio de los revolucionarios!" 
En 1832 fue confinado en el Castillo de San Antón de La Coruña y, aunque el confinamiento no se le había levantado, en 1836 consta que estaba libre y en Madrid.
Chaperón escribió en 1814 dos opúsculos titulados A los Gefes militares, oficiales y soldados de las tropas del rey y Relación de lo ocurrido en Sevilla en la noche del 6 de mayo de 1814 en el acto de adhesión a la persona de Fernando VII: Sevilla, 7 de mayo de 1814.